# Marek Samoć
Marek Julian Samoć (ur. 7 stycznia 1951 w Kaliszu) – polski profesor nauk chemicznych, wykładowca Politechniki Wrocławskiej, kierownik Katedry Inżynierii i Modelowania Materiałów Zaawansowanych na Wydziale Chemicznym. Członek PAN i PAU.

## Życiorys
Doktorat uzyskał w 1977 r. na Wydziale Chemicznym Politechniki Wrocławskiej na podstawie rozprawy pt. „Investigation of the Influence of Localized States on Charge Transport in Organic Crystals”. Odbył staż podoktorski w National Research Council of Canada (1979–1980). Prowadził badania w Dartmouth College i na Buffalo State University (Stany Zjednoczone). Habilitował się na Wydziale Chemicznym PWr w 1985 r. na podstawie pracy pt. „Photogeneration and Transport of Charge Carriers in Crystals of Organic Photoconductors”. Pracownik Centrum Fizyki Laserowej Australijskiego Uniwersytetu Narodowego w Canberze (1991–2008). W 2007 r. uzyskał tytuł profesora nauk chemicznych. Od 2008 r. wykładowca Politechniki Wrocławskiej.
W 2020 r. został członkiem korespondentem PAN i PAU. W 2025 r. został wybrany na członka rzeczywistego PAN.

## Zainteresowania naukowe
Chemia fizyczna, badania nowych materiałów dla optoelektroniki i fotonik. Badania nanostruktur o różnym charakterze. Jego badania w dziedzinie nanofotoniki mają znaczenie w diagnostyce nowotworów oraz wykrywaniu złogów amyloidowych, które powodują chorobę Alzheimera. Jest także konstruktorem urządzeń do pomiarów optycznych, a utworzona przez niego pracownia fizyki laserowej należy do wiodących ośrodków badawczych w optyce nieliniowej na świecie. Jest współautorem ponad 400 publikacji, a jego artykuły cytowano ponad 9 tys. razy (stan na 2025 r.)).

## Nagrody i wyróżnienia
- Nagroda Fundacji na rzecz Nauki Polskiej (2016) za badania materiałów nanostrukturalnych dla optyki nieliniowej[8]
- Medal Jana Zawidzkiego (2017)[9]